# تپه دویلان خاکریز
تپه دویلان خاکریز مربوط به دوره اشکانیان است و در شهرستان اسدآباد، بخش مرکزی، روستای خاکریز واقع شده و این اثر در تاریخ ۱۰ بهمن ۱۳۸۳ با شمارهٔ ثبت ۱۱۳۵۲ به‌عنوان یکی از آثار ملی ایران به ثبت رسیده است.